# Moussa (personnage coranique)
Pour les articles homonymes, voir Moussa.
Moussa (arabe : مُوسَى, Mûsâ, Moïse dans la Bible) est, dans le coran, un prophète d'Allah selon la religion islamique. Né en Égypte Antique à l'époque du Pharaon de l'Exode, Moussa est un prophète majeur de l'islam et l’un de ceux qui ont reçu de Dieu un livre, en l’occurrence la Torah (Tawrat), il est également le personnage le plus important de la Bible hébraïque.
Fils d'Imran et époux de Séphora, il est le personnage sur lequel le Coran revient le plus souvent. Il est aussi appelé Kalim Allah (arabe : كـَلِيمُ اللهِ), celui qui a conversé directement avec Dieu (sur le Mont sinaï).

## Dans le Coran

### Sources

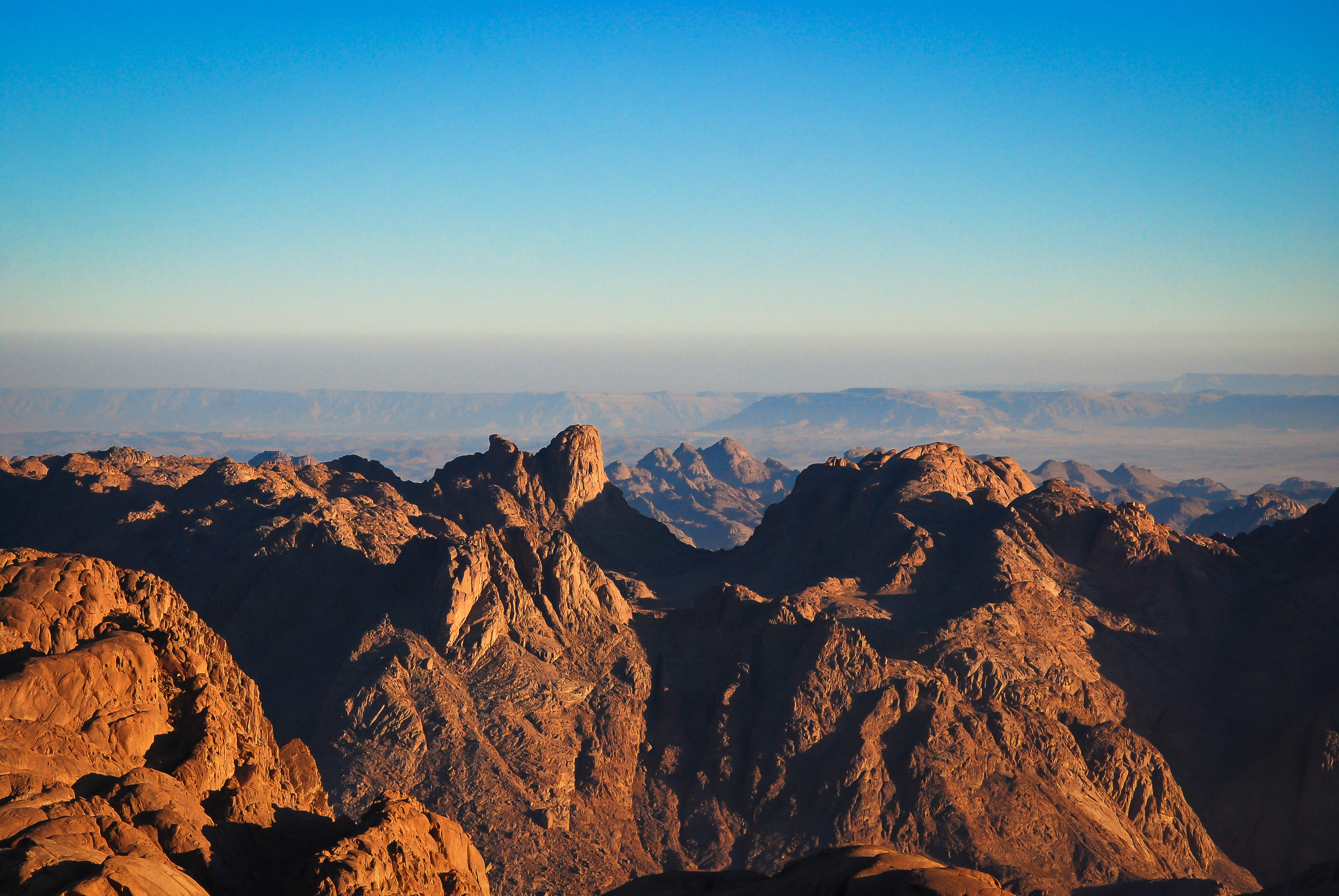
Une vue du mont Sinaï, Misraime Egypte antique en Égypte actuelle.

Selon Pierre Lory, la plupart des récits mosaïques du Coran y sont aussi dans le Pentateuque mais trouvent aussi leur origine dans l'Aggada ou sont même originaux. Michel Cuypers propose plutôt « de comprendre ces références implicites, non comme des emprunts, des imitations ou des plagiats, comme l’a trop souvent fait à tort une critique occidentale polémique, mais comme des relectures de textes-sources, réorientés dans le sens d’une théologie nouvelle, proprement coranique ». Pour Geneviève Gobillot, le Coran se veut guide de lecture de la Bible et des Textes apocryphes ; il « entend parfois confirmer et parfois faire ressortir la vérité des Écritures antérieures », c'est-à-dire corriger des passages « ayant subi une déformation (tahrîf) au moment de sa mise par écrit ». Par exemple, la Torah (Nombres 31, 1-20) qui fait de Moïse et son peuple des conquérants sanglants de Madian est corrigée par le Coran (2, 58-59) qui décrit « une déformation du texte par des hommes qui ont trouvé quelque intérêt à mettre par écrit le fait que Moïse aurait donné l’ordre, au nom de Dieu, dans un moment d’emportement, de raser une cité, de détruire ses troupeaux et ses biens, ainsi que de tuer les femmes et les enfants, toutes choses interdites par la Loi judaïque de la guerre (Deutéronome 20, 10-16) ».

### Construction coranique de la figure de Moussa
Les différences se marquent avec les récits judaïques, revisités à la lumière de la prédication de Mahomet et à la réalité historique du cadre de celle-ci, se référant notamment aux tensions entre Mecquois païens et musulmans, insistant sur l'appel au monothéisme. À la différence du récit biblique, l'histoire coranique de Moïse est présentée comme une série de décisions divines au caractère inexorable, soulignant l'appui divin aux prophètes et aux croyants, notamment contre leurs adversaires mécréants. Autre divergence notable avec le Pentateuque qui raconte l'histoire de tout un peuple, le Coran construit son récit autour de la figure centrale de Moïse dont la sacralité permet de désigner la communauté qui le reconnait comme élue et non l'inverse : les croyants sont choisis par Dieu et non un peuple en tant que tel, dans un argument qui vise probablement les juifs de Médine se prévalant de leur ascendance.
Le Coran fait nettement le parallèle entre la vie de Moïse et celle de Mahomet. La figure du patriarche fonctionne comme un modèle à divers niveaux religieux et politiques, notamment en tant que vainqueur du Pharaon. À l'instar de Moïse, Mahomet est rejeté des siens, forcé d'abandonner son pays d'origine pour un exode comparable, l'hégire. Comme le patriarche, le Prophète crée autour de son message une communauté dont il assure la défense et la cohésion, tandis qu'il la tient écartée du polythéisme. Le Coran compare explicitement les chefs mecquois avec le Pharaon et son conseil ou encore les munâfiqun — les « hypocrites » — qui s'opposent à Mahomet avec les agitateurs au sein du peuple israélite durant la marche dans le désert. Le Coran présente ainsi la résistance des juifs de Médine comme une reproduction de la résistance à l’œuvre divine qu'ils avaient déjà opposée à l'époque de Moïse,.

## Biographie de Moussa
(octobre 2019).

### Naissance et jeunesse

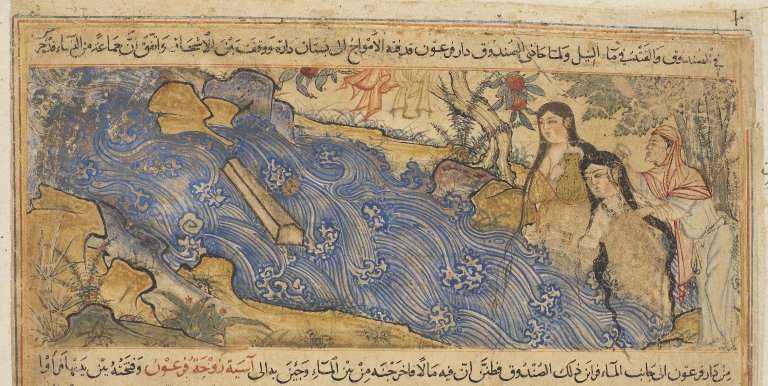
Découverte de Moïse par Asiya

Moussa naît quand le pharaon a donné l'ordre que soient mis à mort tous les fils en Egypte dès leur naissance. Dieu inspire alors à la mère de Moussa de le déposer dans un panier qu'elle laisse ensuite dériver sur le fleuve (le Nil), lui révélant que son enfant lui sera rendu et sera du nombre des envoyés (sourate 28, verset 7). Très vite, le bébé est retrouvé et adopté par la famille du pharaon : c'est la femme de Pharaon qui l'adopteelle se nomme Assia bint Muhazim. Une sœur de Moussa, qui sur les ordres de sa mère avait suivi sa trace, intervient alors pour proposer une famille pour l'accueillir, qui est en fait sa propre famille, et ce afin d'éviter l'allaitement par une nourrice étrangère. C'est ainsi qu'il fut rendu à sa mère (sourate 28, verset 8-13).

### La rencontre avec Dieu
Alors qu'il a atteint la maturité, et que Dieu lui a conféré la sagesse, Moussa intervient dans un conflit entre un Hébreu et un Égyptien, et tue l'Égyptien. Mais il est aussitôt pris de remords. Le lendemain, il voit l'Hébreu qu'il avait secouru la veille se battre de nouveau et comprend qu'il a affaire à un fauteur de trouble. Moussa s'approche pour le sermonner mais il apprend qu'on le recherche pour son meurtre de la veille aussi il quitte la ville. Il prend alors la direction de la fontaine de Madian où il rencontre un berger et ses deux filles. Il en épouse une et reste quelques années avec le vieux berger. Après avoir quitté le vieil homme afin de retrouver sa mère dans son Egypte natale, Moussa, alors accompagné de sa femme, rencontre, dans la vallée de Touwa, un buisson ardent qui se présente comme l'émanation du seul et unique Dieu. Il ordonne à Moussa d'aller prêcher le pharaon et confère certains pouvoirs au bâton de Moussa, il obtient également le droit de se faire assister par Aaron (Haroun), son frère comme lui prophète, qui l'épaulera tout au long de sa vie (sourate 28, verset 13 à 34).

### Le conflit avec le pharaon
Le pharaon refuse de se convertir au monothéisme et de prêter allégeance à un Dieu dont il se considère l'égal, si ce n'est le supérieur. Il s'ensuit un combat de magie entre les mages de Pharaon et Moussa, à qui Dieu a prêté sa puissance : après avoir plongé sa main sous sa tunique, il la ressort toute blanche (comme couverte de lèpre, précise le récit parallèle du livre de l'Exode). Les mages Égyptiens jettent leurs bâtons à terre et que ceux-ci se transforment en serpents, Moussa fait de même mais son bâton transformé également en serpent mange ceux des Égyptiens. Moussa remporte donc ce défi : ses adversaires le reconnaissent et se convertissent mais le pharaon décide de ne pas en tenir compte.
Dieu décide alors de mettre le pharaon à l'épreuve de façon conséquente et envoie des cataclysmes sur son pays : inondations, sauterelles, vermines, grenouilles et transformation du Nil en sang, mais rien n'y fait. Moussa, sur l'ordre de Dieu, rassemble alors son peuple et le mène vers le mont Sinaï. Pharaon les poursuit avec son armée, mais ils seront engloutis par la Mer Rouge tandis que Moussa et les siens ont eux pu traverser à sec car Dieu a permis que Moussa de séparer les eaux en frappant la surface avec son bâton (sourate 7, versets 100 à 131 ; sourate 20, versets 58 à 82 ; sourate 26, verset 9 à 66).

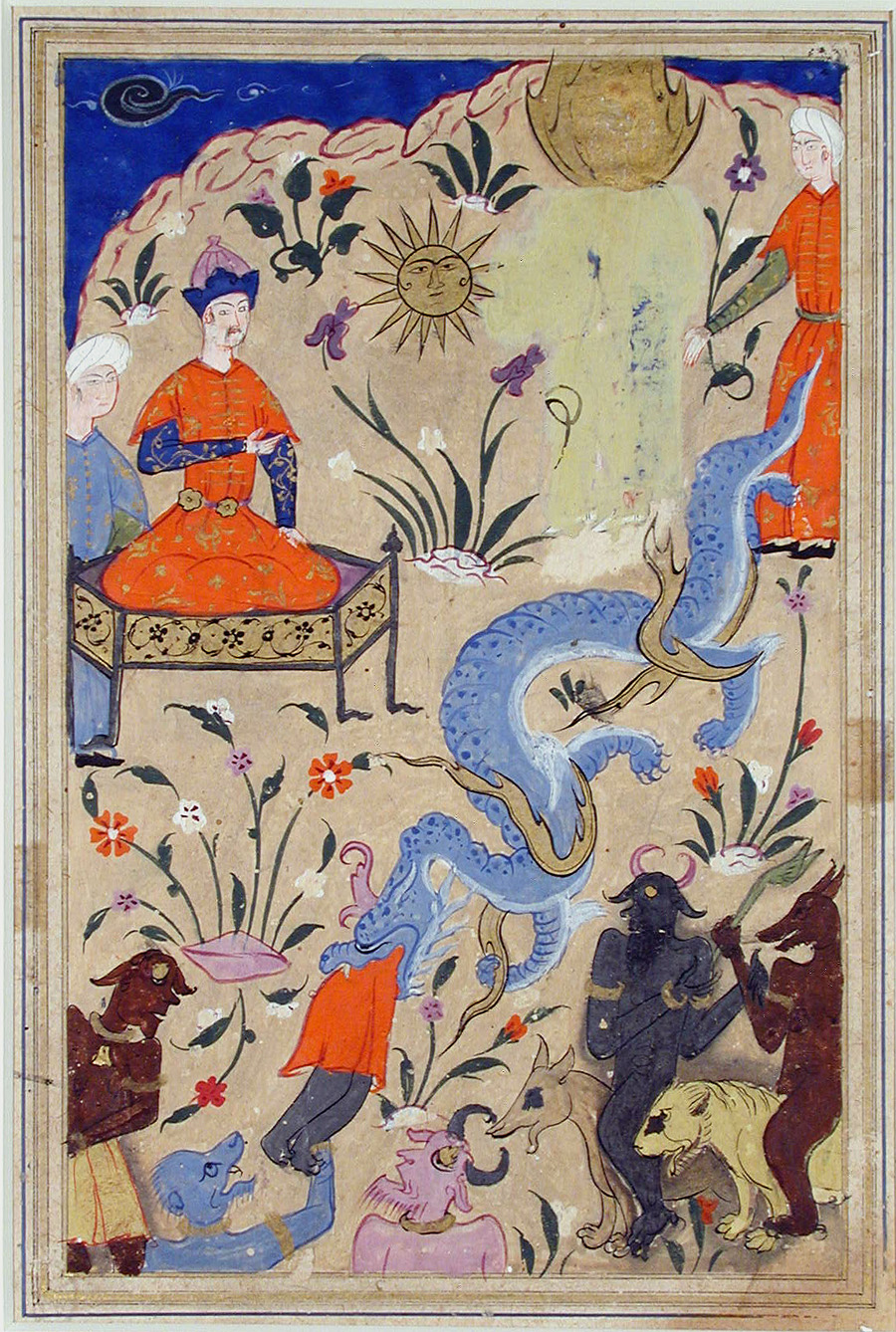
Serpent mangeant une personne en présence du pharaon et de Moïse

### Le mont Sinaï et le désert
Quand les juifs arrivent au mont Sinaï, Moussa grimpe à son sommet. Il y rencontre Dieu qui lui remet les tables de la Loi. Moussa demande à Dieu l'autorisation de le voir. Dieu lui répondit qu'aucun homme ne peut soutenir Sa vue : « Et lorsque Moussa vint à Notre rendez-vous et que son Seigneur lui eût parlé, il dit : « Seigneur ! Montre-Toi à moi pour que je puisse Te voir. »  Dieu dit : « Tu ne Me verras pas, mais regarde la montagne; si elle demeure à sa place, alors tu Me verras. » Mais lorsque Allah se manifesta sur la montagne, Il la pulvérisa et Moussa s’effondra, foudroyé.  Lorsqu’il revint à lui, il dit : « Gloire à Toi !  À Toi je me repens et je suis le premier des croyants. »  (Coran 7:143). Après s'être réveillé, Moussa lui parle tout de même directement.
Lorsque Moussa redescend du Mont Sinaï, il tombe sur son peuple qui, sous l'influence d'un individu nommé as-Sāmirī, s'est mis à adorer une effigie de veau en or réalisé par Samiri lui-même. De colère contre ce spectacle, il jette les tables de la Loi à terre remises par Dieu et réclama des explications à son frère Aaron en l'attrapant par la barbe. Le peuple se repent de son idolâtrie et Dieu ressuscite les soixante-dix hommes qu'il avait d'abord tués (sourate 7, versets 133 à 153). Puis les Hébreux reprennent leur marche dans le désert, marche qui durera quarante ans en punition de leur refus de faire la guerre à une ville mécréante, (Jéricho) malgré l'assistance que Dieu leur garantit. (sourate 5, versets 23 à 29)

## Dans l'islam
Au même titre que Adem (Adam), Nūḥ (Noé), Ibrahim (Abraham) et Îsâ (Jésus), Moussa fait partie des grands prophètes qui ont façonné l'histoire religieuse de l'humanité, parmi les multiples prophètes qui ont précédé Mahomet, le « sceau des prophètes ». La Torah de Moussa annoncerait le prophète Mahomet, et Moussa est de loin le plus cité des prophètes par les textes coraniques, le nom du prophète Moussa y apparaissait à cent trente-six reprises. Moussa est également le seul des prophètes à avoir entendu directement Dieu lorsqu’il reçoit les tables de la Loi sur la montagne, un apanage qui lui vaut le titre de kalîm Allah — « interlocuteur de Dieu ».

### Dans l'islam mystique
Les récits coraniques concernant Moussa, amples et riches, ont suscité de nombreux commentaires mystiques, essentiellement dans les rangs les plus spiritualistes de l'islam, le face-à-face avec Dieu sous l'apparence du buisson ardent étant la quintessence de la rencontre mystique. On en trouve ainsi par exemple chez Ja'far al-Sâdiq, Mansur al-Hallaj ou encore Abū l-Qāsim al-Qushayrī. L'image de l'opposition entre Moussa et Pharaon reste vivace et tout homme puissant à l'attitude inique est perçu comme un « Pharaon » auquel « tout croyant peut se sentir investi de la mission de lui rappeler la dimension éthique du monothéisme coranique ». Selon Pierre Lory les textes portant sur Moussa et sur les autres prophètes, en dehors du Coran, sont souvent inspirées du midrash.